# Асиметрична війна
Асиметрична війна (англ. asymmetric warfare) — вид війни, який характеризується істотною різницею у військовій силі або можливостях використання стратегій і тактик сторонами-учасниками.
Асиметрична війна різко контрастує з симетричними війнами, у яких дві сторони мають подібну військову силу та ресурси і покладаються на подібні тактики, які відрізняються лише в деталях і виконанні.

## Тлумачення
Терміном «асиметрична війна» можна описати конфлікт, у якому ресурси двох сторін суттєво розрізняються, тож під час боротьби суперники намагаються використовувати характерні недоліки один одного. Такі війни часто включають стратегії і тактики нетрадиційних війн: «слабкий» комбатант намагається використовувати таку стратегію, яка компенсувала б різницю і в кількісному, і в якісному відношенні .
Такі стратегії не обов'язково є мілітаризованими .
Термін також часто використовується для описання того, що називають «партизанською війною», «повстанням», «тероризмом», «каральними акціями» та «контр терористичними операціями». Насильницький конфлікт між офіційними військовими та неофіційним, слабо екіпірованим, але гнучким супротивником.

## Історія
Широковідомим термін став у 1975 році зі статті Ендрю Макка «Чому великі нації програють малі війни» в журналі «World Politics». У цій статті слово «асиметричний» визначалося як ситуація, коли різниця в силі між конфліктуючими сторонами була значною. Під словом «сила» тут розумілися матеріальні ресурси, такі як численність армії, наявність сучасної зброї, розвинутість економіки тощо. Хоча аналіз Макка спочатку не знайшов широкого відгуку, після завершення холодної війни він знову привернув увагу вчених. Починаючи з 1990-х років, дослідження на основі робіт Макка почало набувати популярності, а після 2004 року військові США серйозно почали вивчати проблеми, пов'язані з асиметричними війнами.
Обговорення цієї теми було ускладнене прагненням академічних та військових кіл вживати цей термін в різних значеннях, та також тим, що його тісно пов'язують з «партизанською війною», «повстаннями», «тероризмом», «каральними акціями» та «контр терористичними операціями», військові автори мають схильність до використання терміна «асиметричний» по відношенню до нечесного походження стратегій, які використовують слабі противники, або навіть особистих властивостей противника (наприклад, «від асиметричного противника слід очікувати…»), ніж до співвідношення сил.
Академічні автори намагаються приділити більше уваги поясненню загадки перемоги слабої сторони у війні: якщо «сила», в умовному розумінні, призводить до перемоги у війні, тоді як можна пояснити перемогу «слабої» сторони над «сильною»? Основні пояснення містять в собі:
- 1) оперативну взаємодію;
- 2) готовність слабої сторони до більших страждань, або готовність заплатити більшу ціну;
- 3) зовнішня підтримка слабих сторін;
- 4) небажання ескалації насильства з боку сильної сторони;
- 5) внутрішня динаміка групи та
- 6) завищені військові цілі сильної сторони.

Асиметричні конфлікти містять в собі як міждержавні, так і громадянські війни, та за останні два століття вигравались переважно сильними сторонами. Однак, з 1950 року, слабі сторони виграли більшість усіх асиметричних конфліктів.
Успіх такого типу війн значно збільшився завдяки еволюції сучасної зброї. Нескінченна гонка еволюції зброї зробила індустріалізовані/більш розвинуті країни надзвичайно успішними в порівнянні з менш розвинутими націями. Це надало таким розвинутим країнам величезні переваги в асиметричних війнах.
Асиметричну війну також розглядають як частину війн шостого покоління, в яких:
1)	Відсутня чітко виділена лінія фронту
2)	Наземні армійські частини виконують переважно «пасивні» функції – охоронні та блокуючі
3)	Активні дії на території ворога, починаючи з  нищення ключових військових об'єктів та закінчуючи усуненням політичних та військових лідерів покладається на авіацію.

## Суть асиметричної стратегії
Асиметрію як стратегічну концепцію влучно описує визначення Інституту стратегічних досліджень, США (Steven Metz, Douglas Jonson, 2001): «Асиметрія у військовій сфері та сфері національної безпеки — це вміння діяти, організовувати свою діяльність та мислити відмінним від опонентів чином з метою максимізації власних переваг та використання вразливих місць опонента, захоплення ініціативи чи забезпечення простору для маневрування».

## Основи тактики
Тактичний успіх в асиметричних війнах залежить щонайменше від таких припущень:[джерело?]
• Одна сторона має технологічну перевагу, яка перевищує кількісну перевагу ворога; наприклад, використання англійцями довгого лука принесло їм перемогу у битві при Кресі.
• Технологічне відставання зазвичай нівелюється уразливішою інфраструктурою, напад на яку може спричинити страшні спустошення. Руйнування багато чисельних електроліній, доріг або систем постачання води в сильно забруднених районах може мати спустошливий вплив на економіку та мораль, в той час як слабша сторона може взагалі не мати такої інфраструктури.
• Головним завданням слабшої сторони (зазвичай повстанців) є не повна перемога над сильнішим противником, а за допомогою тактики наскоків-відходів тримати противника в постійній напрузі, знекровити його та заставити полишити окуповану територію.
• Тренування і тактика, як і технологія, можуть надати рішучості та дозволити меншій силі перемогти значно більшу. Наприклад, протягом декількох століть грецькі гопліти (важка піхота) використовували фалангу, яка робила їх значно сильнішими за ворогів. Битва при Фермопілах, де також використовувалось добре знання місцевості, відомий приклад цього.
• Якщо слабша сторона знаходиться в позиції самооборони, тобто, знаходиться під атакою або окупацією, вона може використовувати нетрадиційні тактики, такі як наскок-відхід вибір битв, де сильніша сторона буде в слабій позиції, як ефективний спосіб проведення «турбуючих дій» без порушення законів війни. Можливо, класичні історичні приклади такої доктрини можуть бути знайдені в війні за незалежність США, рухах Другої світової війни, таких як французький спротив, УПА, партизани тощо. Проти демократичних націй агресорів ця стратегія може бути використана для впливу на терпимість електорату до конфлікту (як це було з війною у В'єтнамі) провокуючи протести, та, як наслідок, дебати серед виборних законодавців.
• В асиметричній війні дуже важливу роль набувають диверсійні групи, які нищать склади боєприпасів противника, перерізають шляхи постачання припасів: мости, залізниці тощо, руйнують інфраструктуру противника: засоби виробництва, електростанції, електромережі, газо- та нафтопроводи
• Якщо слабша сторона є агресором та вживає тактики, заборонені законами війни, її успіх залежить від відмови сильнішої сторони від використання подібних тактик. Наприклад, положення міжнародного права про військові дії на суші забороняють використання парламентерського прапора, або чітко позначеного медичного транспорту як прикриття атаки або засідки, але в асиметричній війні використання заборонених тактик для отримання переваги залежить від дотримання сильнішої сторони відповідного закону. Так само, положення про ведення бойових дій забороняють ворогуючим сторонам використовувати громадянські поселення, населення або об'єкти як військові бази, але коли слаба сторона використовує таку тактику, це залежить від умов, що сильна сторона  буде дотримуватись положень про ведення бойових дій, які порушує інша сторона, і не буде атакувати цивільну ціль, або, якщо вона це зробить, ефект пропаганди переважить матеріальні втрати.
• Арабо-ізраїльські війни є одним зі свіжих прикладів асиметричної війни. Мансдорф та Кедар описують як ісламістські угрупування використовують асиметричне положення для досягнення тактичної переваги над Ізраїлем. Вони посилаються на «психологічні» механізми, що використовуються такими силами як Хезбола та Хамас в прагненні використати своїх співгромадян, а також громадян противника задля досягнення тактичних цілей, зокрема, використовуючи ЗМІ для впливу на хід війни.

### Історичні приклади
Ефективне використання власних переваг та слабких сторін опонента, дезінформація, дезорієнтація, свідоме введення в оману, ІПСО— завжди були невід'ємною частиною військового мистецтва минулого. Класик китайської стратегічної думки Сунь Цзи писав з цього приводу за 500 років до н. е. «Мистецтво війни»: «…як проточна вода оминає пагорби і тече до низин, так і армії повинні оминати центри сили і бити по вразливих місцях… Всі військові дії… базуються на введенні супротивника в оману» .
Саме тому більшість видатних військових стратегій минулого носили свідомо асиметричний характер. Фаланги Олександра Македонського і скіфська тактика заманювання супротивника в глибини власної території, організаційна і оперативна асиметрія монгольських військ, теорія і практика партизанської війни доведена до досконалості в творах Мао Цзедуна і Че Гевари — де лише окремі приклади ефективних асиметричних стратегій. Втім, якщо Мао Цзедун в своїй фундаментальній праці «Про партизанську війну» основну увагу приділяв теоретичному аналізу форм і методів ведення партизанської війни як засобу поширення пролетарської революції , то книга Че Гевари під такою ж назвою носить значно більш прагматичний, оперативний характер і досі може вважатися непоганим і актуальним посібником для міжнародних терористів і радикальних озброєних рухів .
Іншими прикладами ефективного використання асиметричних стратегій в зовнішній політиці можуть бути операція «Анадир» по розміщенню Радянським Союзом ядерних ракет SS-4 та SS-5 на Кубі в 1961—1962 рр., з метою «нейтралізації» військового і політичного домінування США в західній півкулі а також методи і практика сучасного міжнародного тероризму.
Особливо варто наголосити, що світова спільнота виявилась не готовою до ефективної протидії формам і методам міжнародного тероризму не тільки внаслідок етичних міркувань, чи норм класичного міжнародного права, що перешкоджають впровадженню ефективної стратегії боротьби з тероризмом (про що ми поговоримо трохи згодом), але й внаслідок використання терористичними організаціями найсучасніших комп'ютерних і комунікаційних технологій та досконалих розосереджених мережевих організаційних структур (мережева війна). Ці організаційні принципи і структури були запозичені у «червоних бригад» 60-х років і «первісних осередків» «партії нового типу» В. Ульянова а потім вдосконаленні та відшліфовані професіоналами КДБ СРСР при підтримці прокомуністичних і «антиімперіалістичних» рухів по всьому світу.

#### Ізраїль/Араби
Битва між ізраїльськими та деякими арабськими організаціями (такими як Хамас та Ісламський Джихад) є класичним випадком асиметричної війни. Ізраїль має сильну армію, військово-повітряні та морські сили, в той час як їхні вороги не мають доступу до великої кількості військового обладнання для проведення операцій; замість цього, вони використовують асиметричні тактики, такі як: невеликі перестрілки, снайперський вогонь на кордоні, ракетні атаки, смертників-підривників, прикриття своїх позицій цивільним населенням та викраденими заручниками, раптові нальоти на парапланах, розміщення у житлових будинках «мирних» арабів Сектора Гази входів у підземні тунелі-бункери та військово-політична пропаганда антисемітизму та тероризму змалечку. 